# São Paulo Challenger 1992
Il São Paulo Challenger 1992 è stato un torneo di tennis facente parte della categoria ATP Challenger Series nell'ambito dell'ATP Challenger Series 1992. Il torneo si è giocato a San Paolo in Brasile dal 4 al 10 maggio 1992 su campi in cemento.

## Vincitori

### Singolare
Luis Herrera ha battuto in finale  Jaime Oncins con il punteggio di 6–2, 3–6, 6–4

### Doppio
Grant Stafford /  Kevin Ullyett hanno battuto in finale  Gerardo Martínez /  Tom Mercer con il punteggio di 7–6, 6–4